# Магненций
Флавий Магн Магненций (на латински: Flavius Magnus Magnentius) е римски император от полуварварски произход. Той узурпира трона на Западната римска империя и управлява от 18 януари 350 до 11 август 353.

## Биография
Роден в галското селище Самаробрива (Амбианум, дн. Амиен), според древните слухове, майка му била от племето на франките, перачка, занимаваща се с проституция в римските военни лагери по поречието на Рейн. Баща му, полу-слабоумен галски пограничен войник, бил принуден от измамници да се ожени за франкската варварка.
Младините си Магненций прекарал в пограничните военни селища по Рейнския лимес. Според слухове още тогава оглавявал хулигански и обирджийски банди, занимавал се с дребни кражби и изнасилвания. Веднъж разгневил баща си, за което бил продаден като роб в армията на Константин I Велики. Благодарение на бойните си качества се издигнал от прост редник до командир на тежката кавалерия, а при Констант станал един от водещите военачалници в империята, начело на два легиона (Ioviani и Herculiani).

### Възкачване
Заедно с брат си Деценций, търговец спекулант, натрупали голяма печалба като снабдители на армията. Придворните сплетни и алчност привлекли вниманието на император Констант върху богатствата и влиянието на Магненций. Императорът издал заповед за убийството на своя генерал, но преди да бъде изпълнено поръчението, бил подготвен заговор, довел до успешен преврат по време на едно официално празненство в Отен, Галия. Там бил поканен също и Констант, който предпочел да се развлича с лов в околностите на града. Внезапно, като част от представената театрална постановка на тържеството, пред гостите се появил самият Магненций, заемайки величествена поза в пурпурните одежди на император; още в същия миг той бил аплодиран от присъстващите длъжностни лица, така сякаш е обявен за владетел.
Подкупени от Деценций и отвратени от Констант, командирите на войските, намиращи се там, били взели решение да подкрепят Магненций за нов император. Разбирайки за случилото се, Констанс сметнал че е свален от армията и побягнал към Испания, но скоро бил убит при опита му за бягство.

### Гражданска война
През 350 г. управлението на Магненций бива признато в Галия, Британия и Испания, а по-късно същата година и в Италия, след като в Рим е потушен бунтът на самозвания император Непоциан. Но на изток начело е братът на Констанс, Констанций II, който решително се обявява против узурпатора. Илирийските легиони също отказват да поддържат Магненций и издигат военачалника Ветранион (350 г.) за техен император, който в резултат на интриги след няколко месеца абдикира в полза на Констанций II.
След като приел властта на Запада, Магненций се опитал да уреди отношенията си с правителството на изток. Примирието не било прието и започнала война, кулминация на която била битката при Мурса, (в дн. Хърватия), през септември 351, в която западната армия била разбита. В кръвопролитното сражение загинали 55 000 души, една грандиозна загуба на сили за империята.
В стремежа си да укрепи своето положение Магненций прогласява всеобща религиозна толерантност и по-късно в 352 г., издига брат си Деценций за цезар. Положението на узурпаторите става все по-безнадеждно, докато армиите на Констанций настъпват в Северна Италия.
През 352 г. Магненций се оттегля в Галия, където след серия сериозни неуспехи е окончателно изоставен от армията и на 11 август 353 г. се самоубива.